# Frank Lloyd Wright Home and Studio
Frank Lloyd Wright Home and Studio es una casa histórica diseñada por el arquitecto Frank Lloyd Wright. Ha sido restaurada por el Frank Lloyd Wright Preservation Trust a su apariencia en 1909, el año 2009, Frank Lloyd Wright vivió allí con su familia. Frank Lloyd Wright compró la propiedad y construyó la casa en 1889 con un préstamo de 5.000 $ de su empleador Louis Sullivan. Tenía 22 años en ese momento y recientemente se había casado con Catherine Tobin. Los Wrights criaron a seis hijos en el hogar. El edificio se incluyó en el Registro Nacional de Lugares Históricos en 1972 y se declaró un Monumento Histórico Nacional cuatro años después.

## Historia
La estructura original de 1889 era bastante pequeña. La casa fue remodelada por completo en 1895, cuando, entre otros cambios, la cocina se amplió y se convirtió en un comedor, la habitación de arriba se amplió y se convirtió para usarla como sala de estar de Catherine, y se agregaron la sala de juegos para niños y una nueva cocina.  Una segunda adición importante se realizó en 1898, cuando se construyeron el Estudio y el pasillo de conexión.
En el estudio, Frank Lloyd Wright y arquitectos asociados como Walter Burley Griffin y el escultor Richard Bock avanzaron en la Escuela de Arquitectura Prairie y diseñaron muchas estructuras notables, entre ellas la Casa Robie, el Templo Unity, la casa de Laura Gale y el Larkin Administration Building.  Después de 1909, el estudio se convirtió en residencia para su esposa y los niños más pequeños. Más tarde, la casa y el estudio se convirtieron en un edificio de apartamentos. En la década de 1960, se deterioró cuando los propietarios comenzaron a descuidar la propiedad debido a problemas financieros. Por encargo de Frank Lloyd Wright, la compañía Tuscher Roofing, con sede en Oak Park, tomó el control de la propiedad. En 1974, la estructura fue entregada al National Trust for Historic Preservation y se inició una restauración de 13 años.
The Home and Studio fue declarado Monumento Histórico Nacional en 1976, y recibió el Premio Nacional de Honor del Instituto Americano de Arquitectos. Es propiedad del National Trust for Historic Preservation, y ha sido restaurado, mantenido y operado como museo por The Frank Lloyd Wright Preservation Trust .  Cada mayo, el Frank Lloyd Wright Preservation Trust organiza una visita a la casa y el estudio y varias casas privadas. 
Frank Lloyd Wright's Home and Studio está ubicado en uno de los tres distritos históricos de Oak Park, Illinois. Se encuentra específicamente en el Distrito Histórico de la Escuela de Arquitectura Frank Lloyd Wright-Prairie, que incluye 27 edificaciones diseñadas por Wright, así como otros edificios de importancia histórica y arquitectónica. 

## Esculturas
La mayoría de las esculturas en el exterior de la casa y el estudio fueron diseñadas por el amigo y colaborador de Wright, Richard Bock. Estas incluyen las dos figuras de roca que flanquean la entrada del estudio, que presenta a un hombre agazapado y liberándose del suelo debajo de él. Bock también diseñó los capiteles de la cigüeña en la logia exterior del estudio. Los capiteles representan el árbol de la vida, el libro del conocimiento, un rollo arquitectónico y dos cigüeñas llenas de sabiduría y fertilidad. 
La casa de Wright incluía muchas esculturas en el interior que se sumaban y contrastaban con la decoración anti-victoriana. Estos objetos incluyen un friso del Altar de Pérgamo y varias reproducciones de la Victoria alada de Samotracia, así como un busto de Beethoven .

## Galería

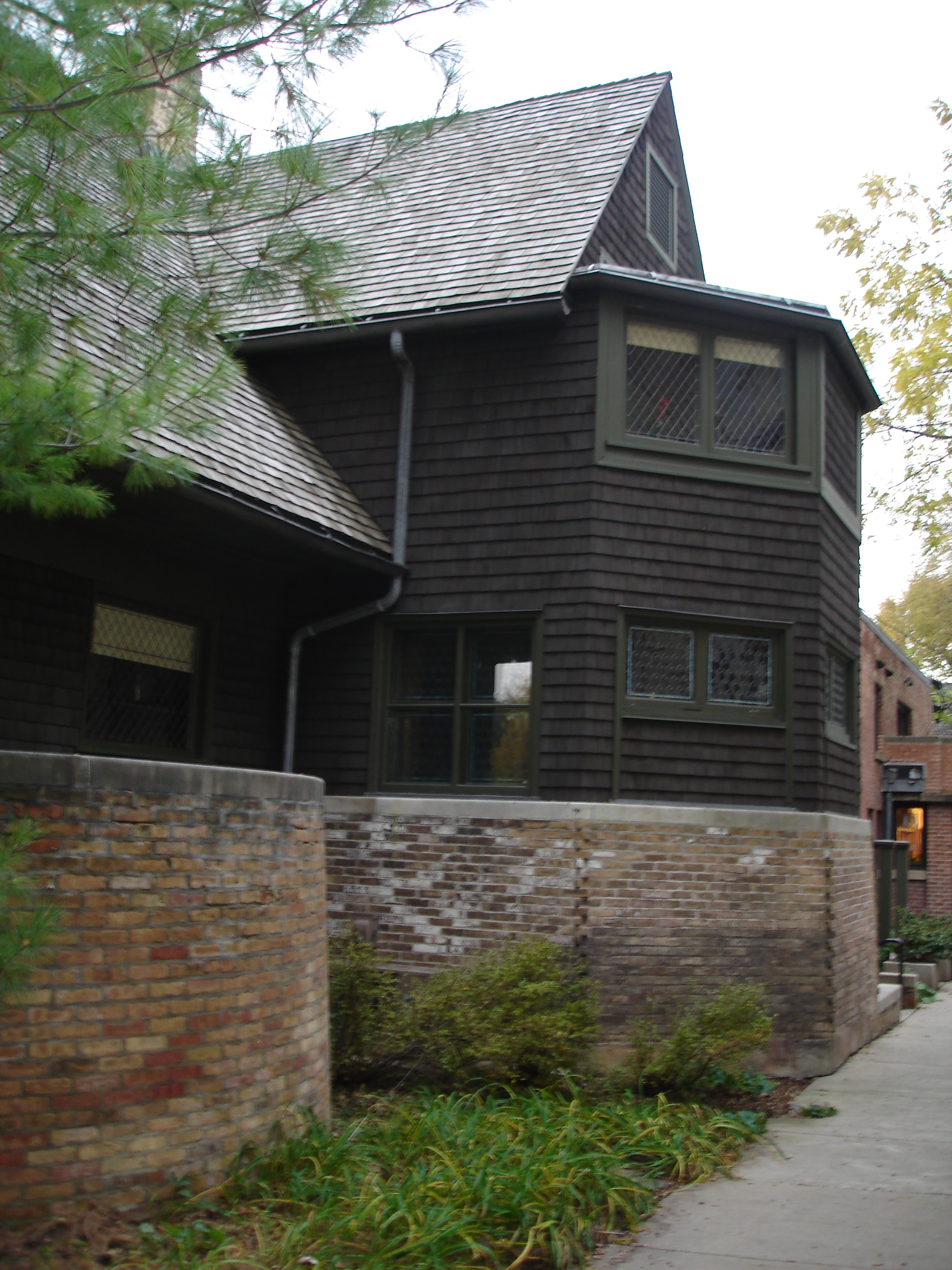
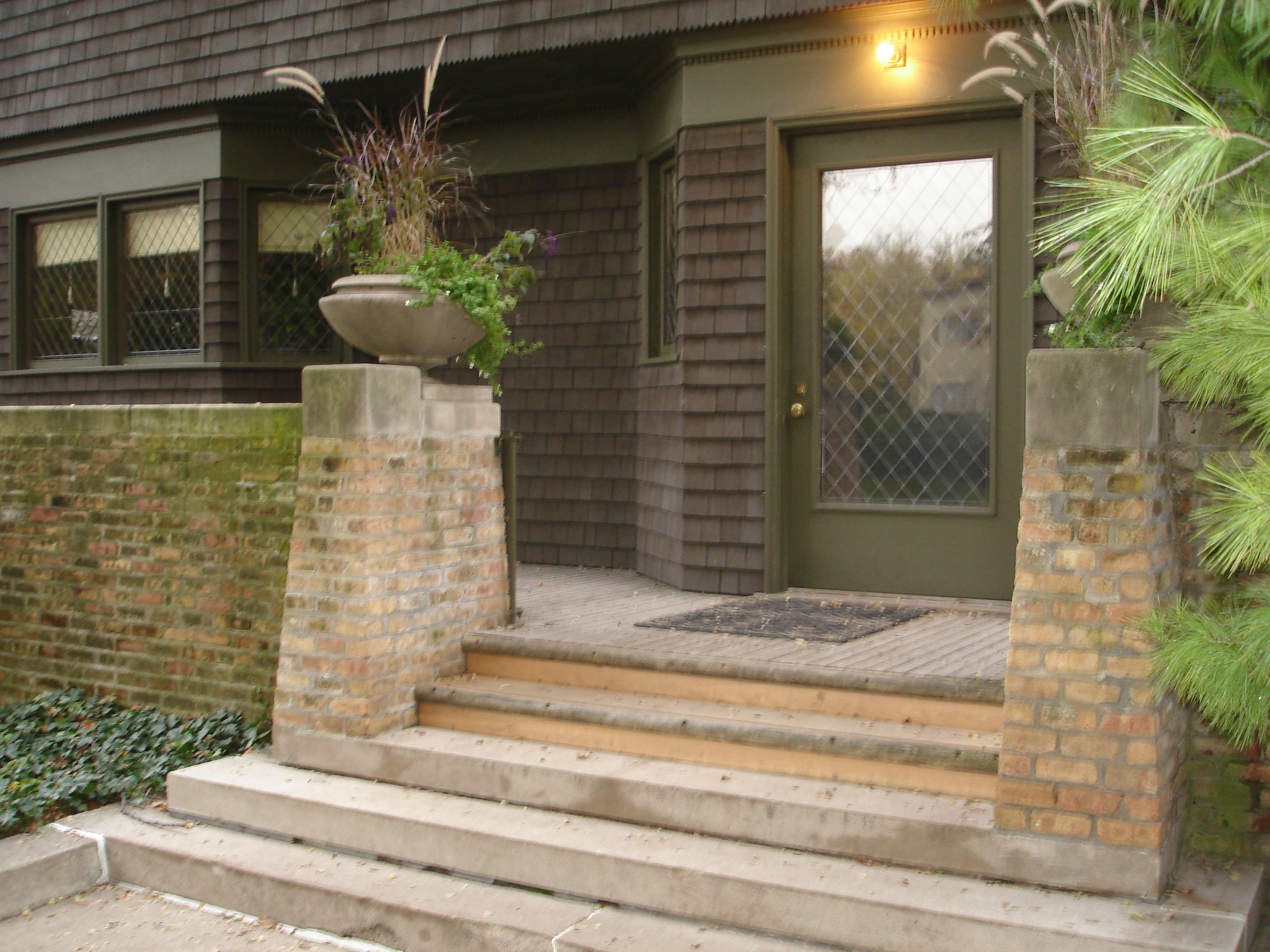
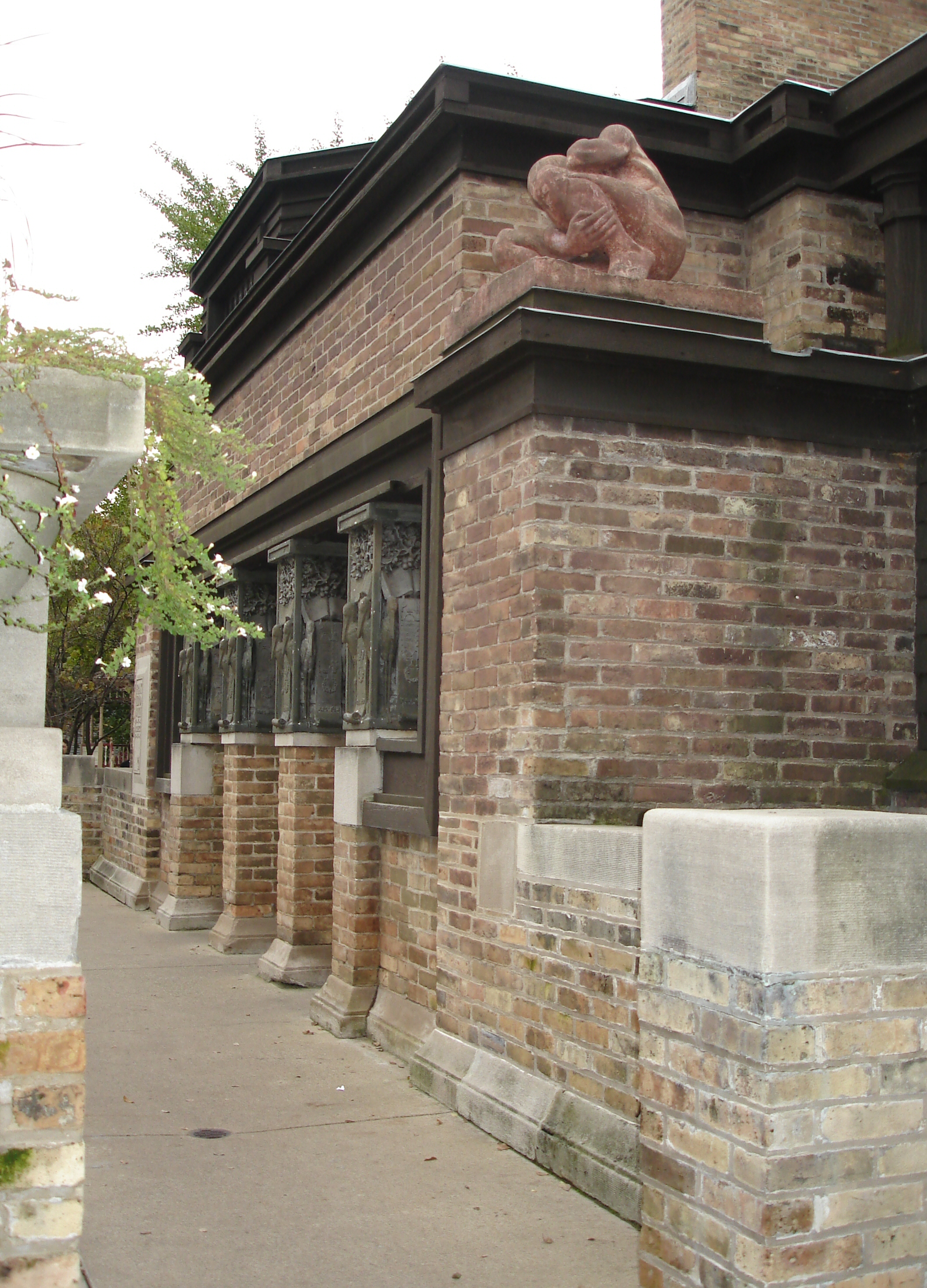
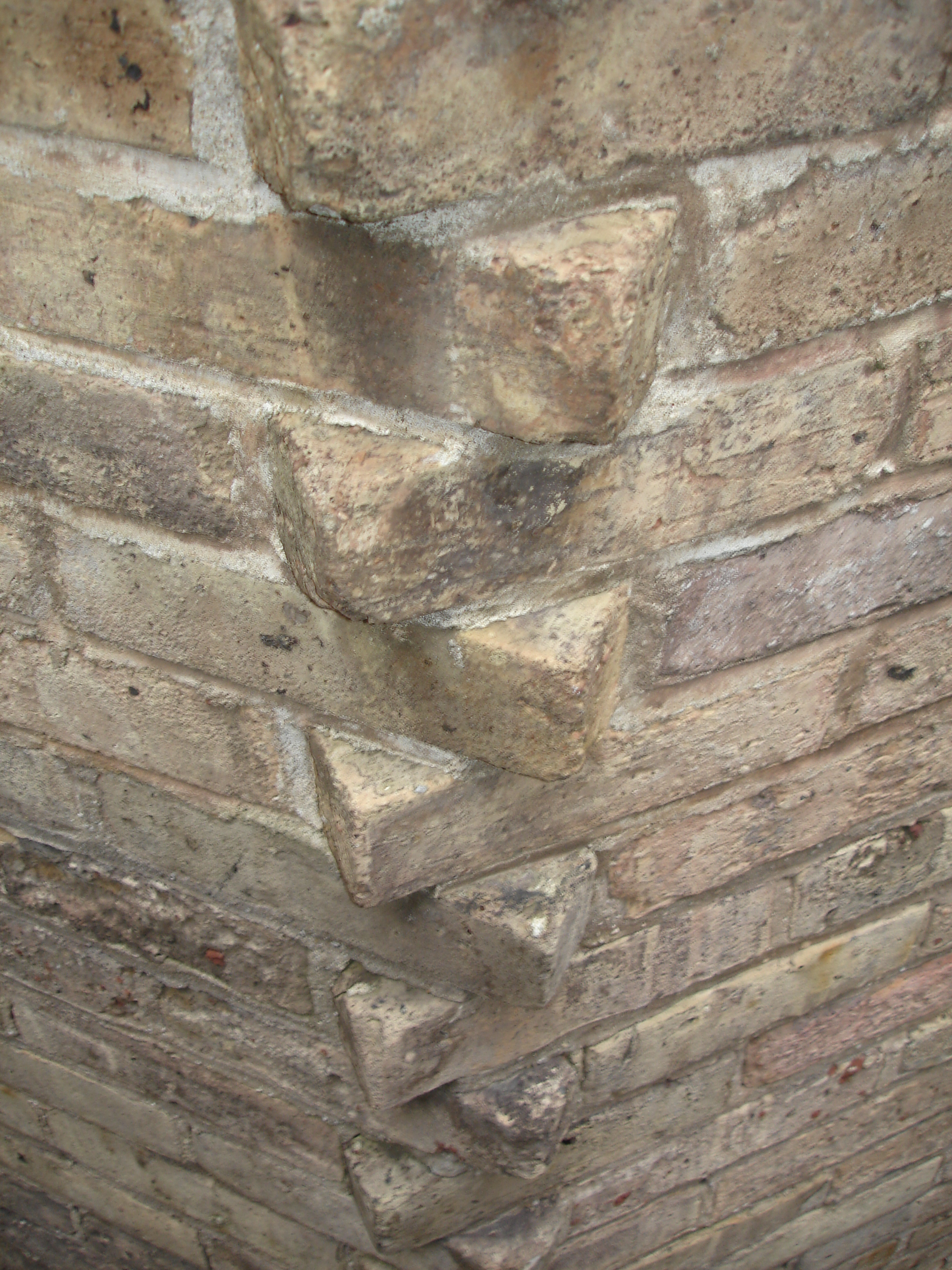
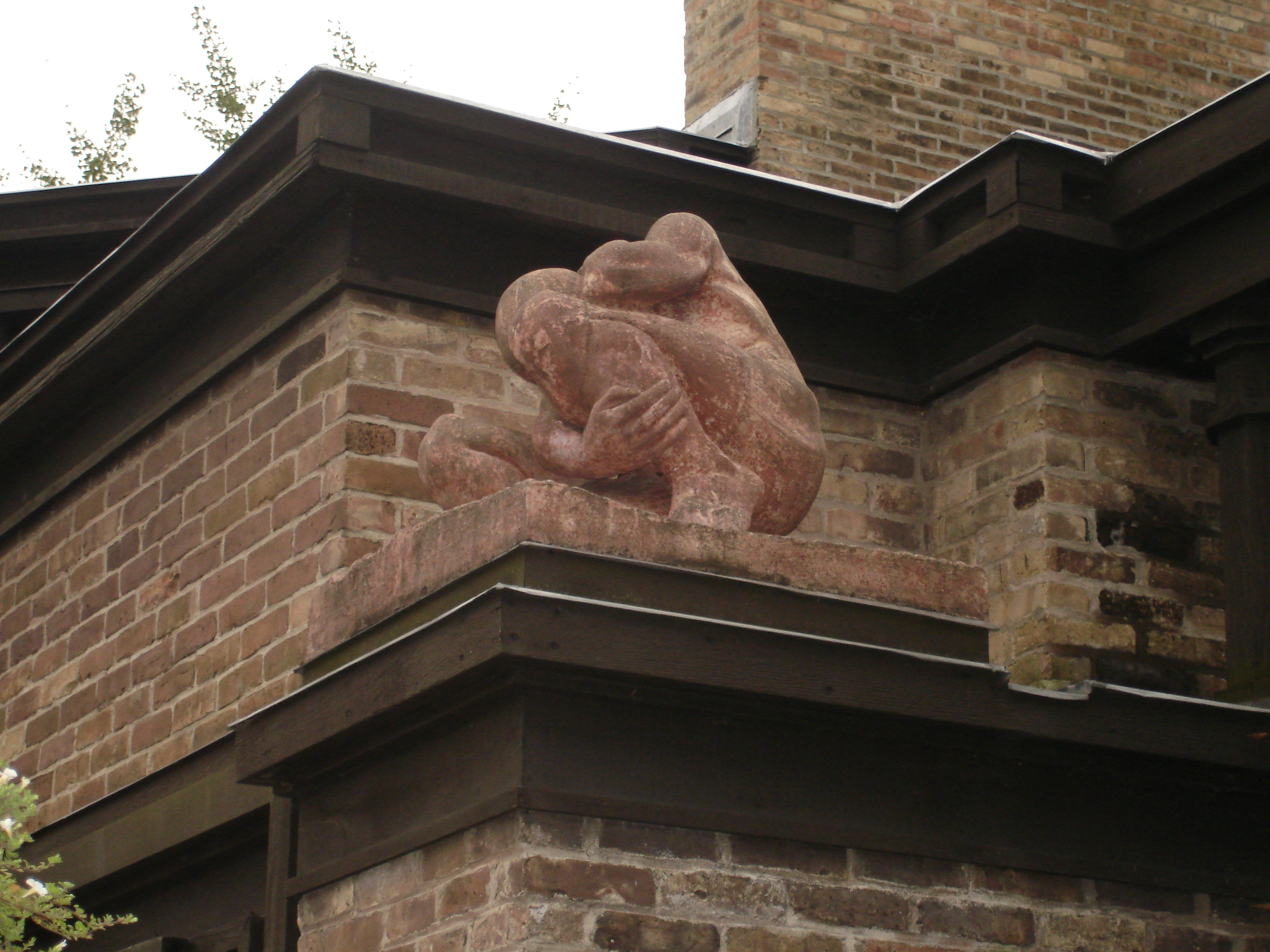
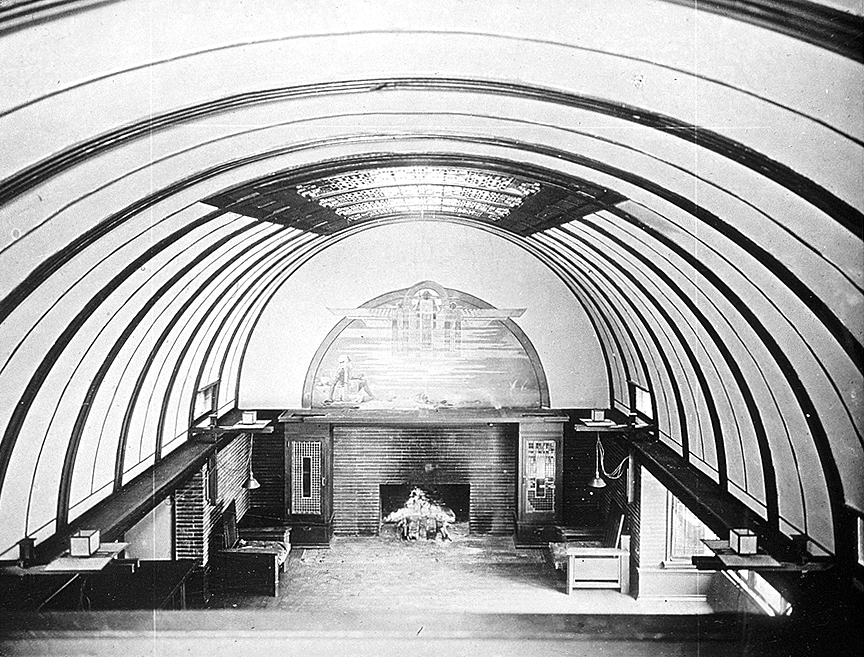
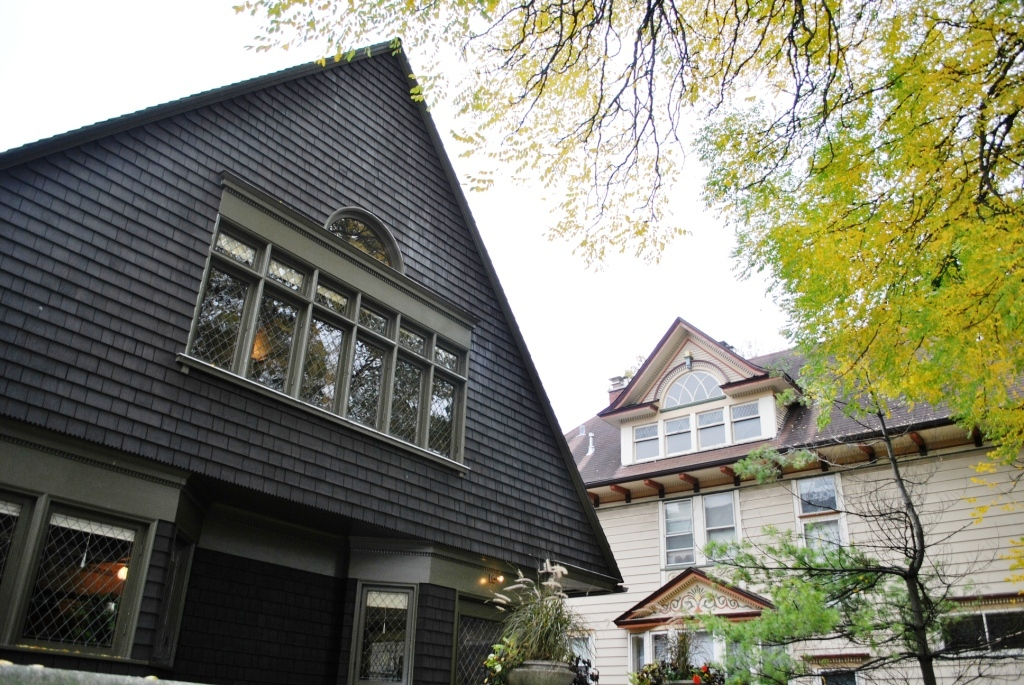
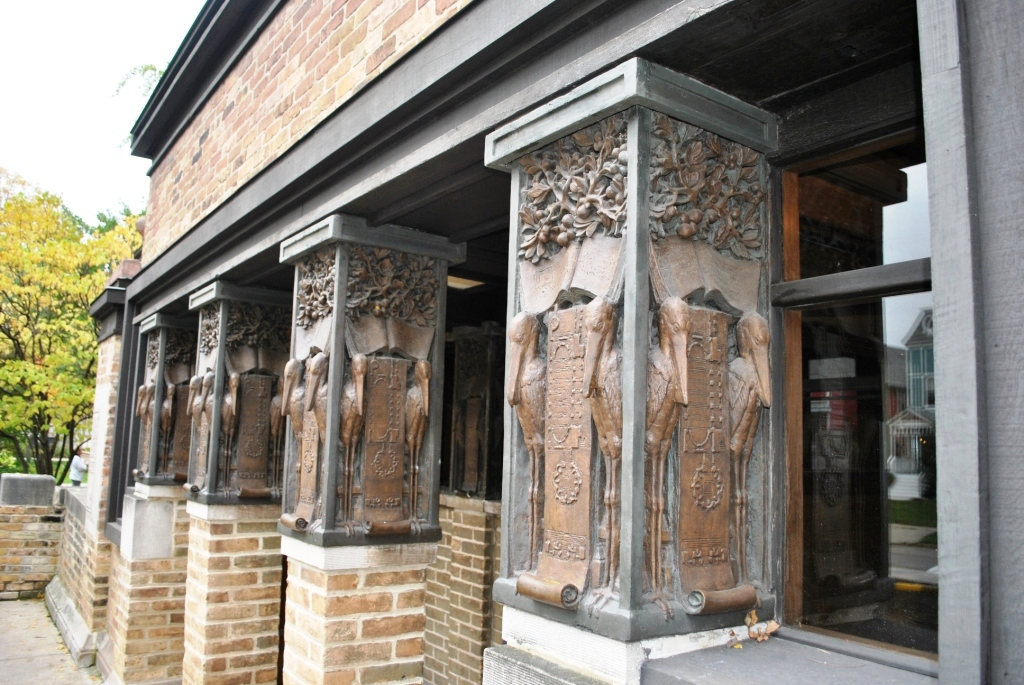
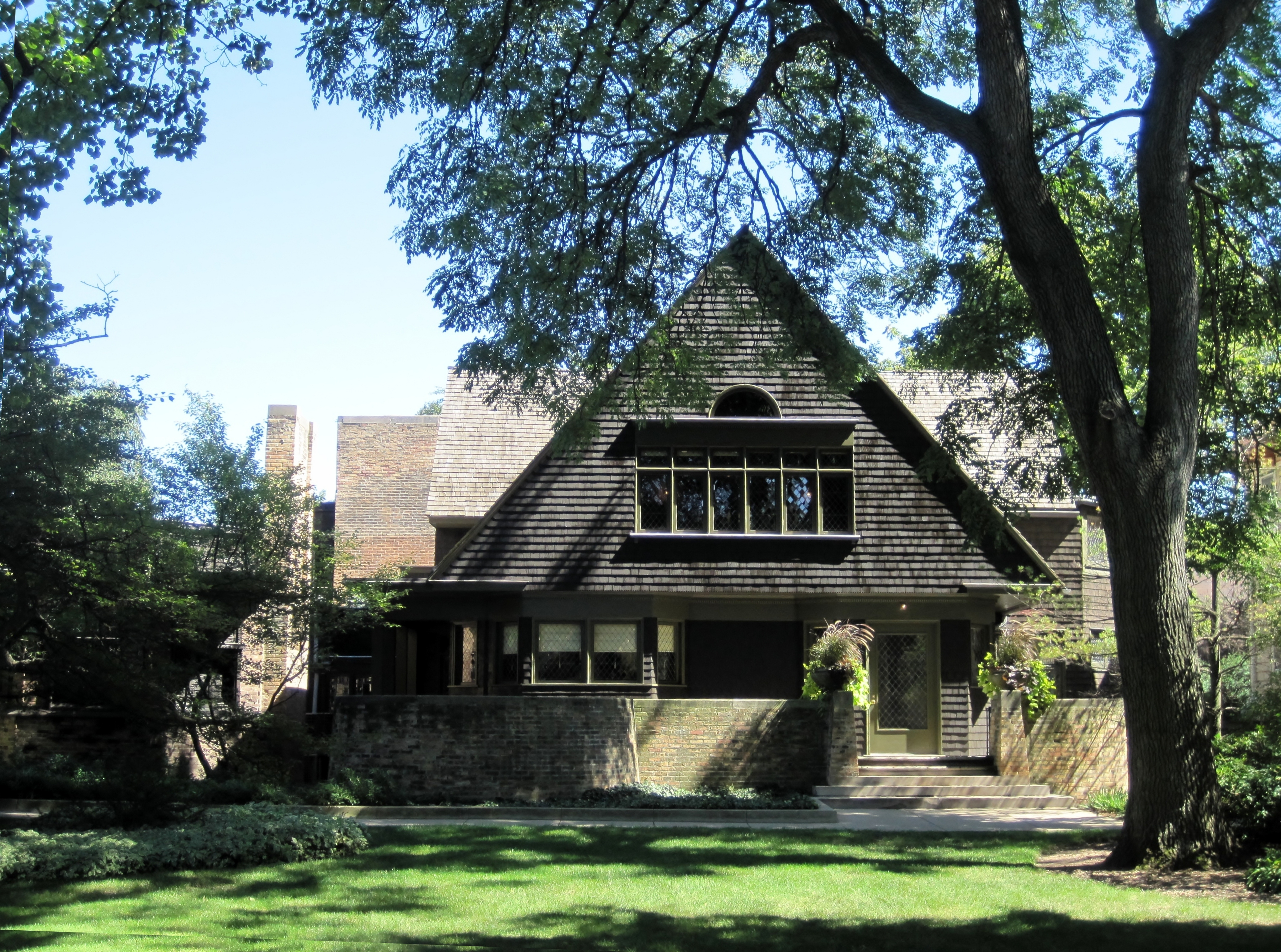
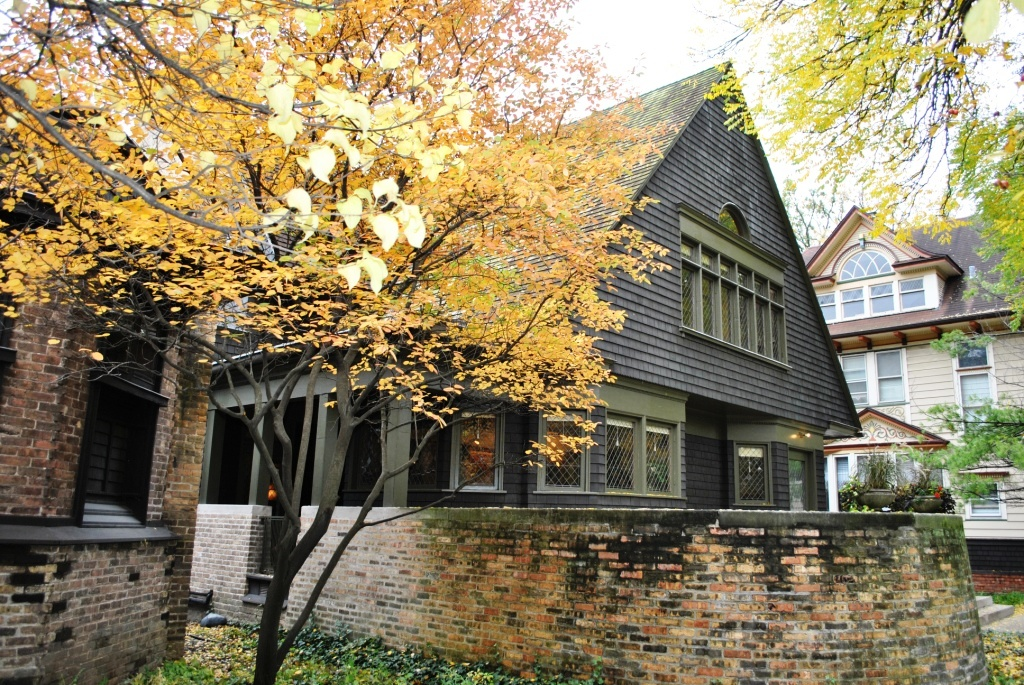
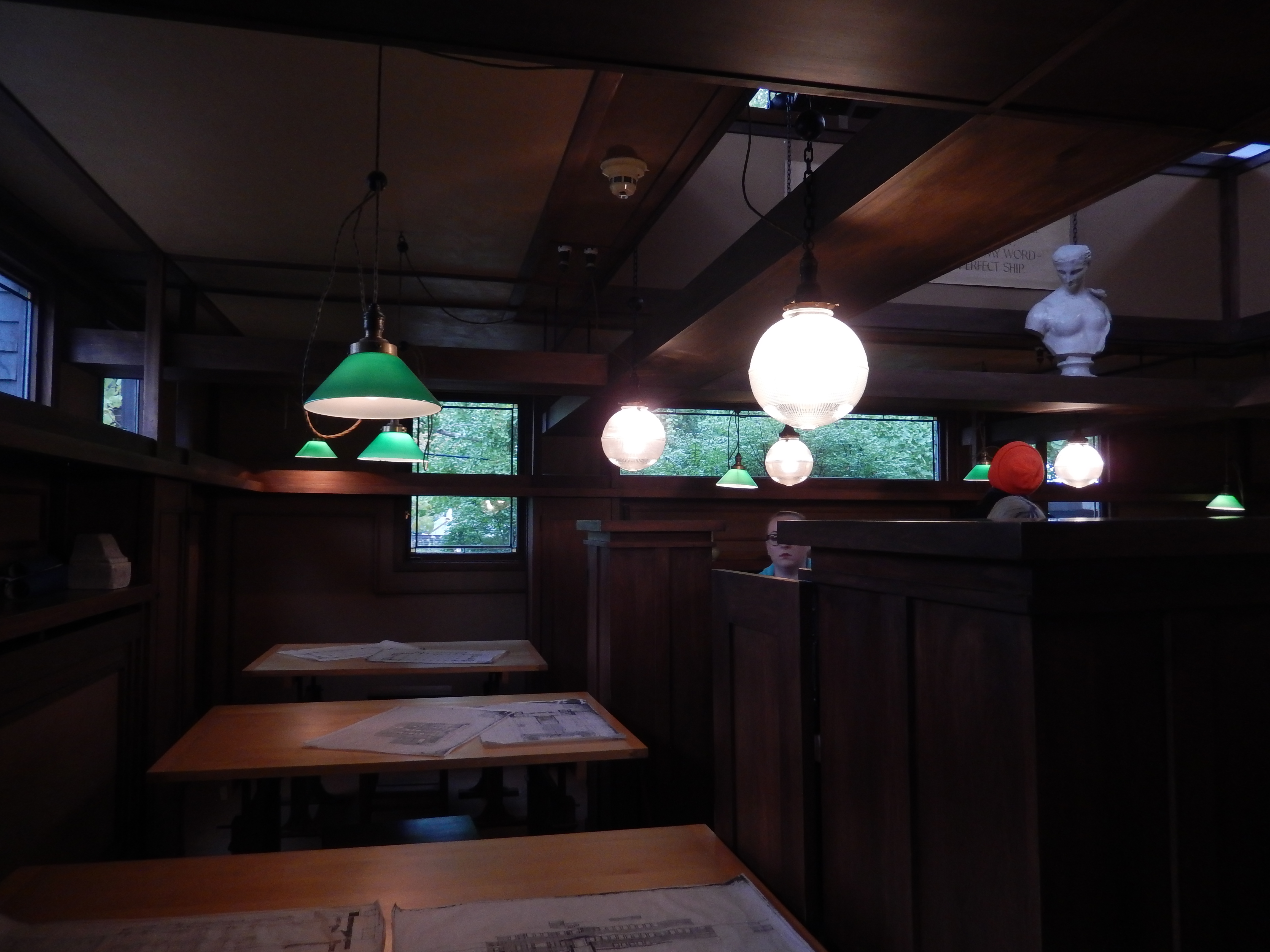
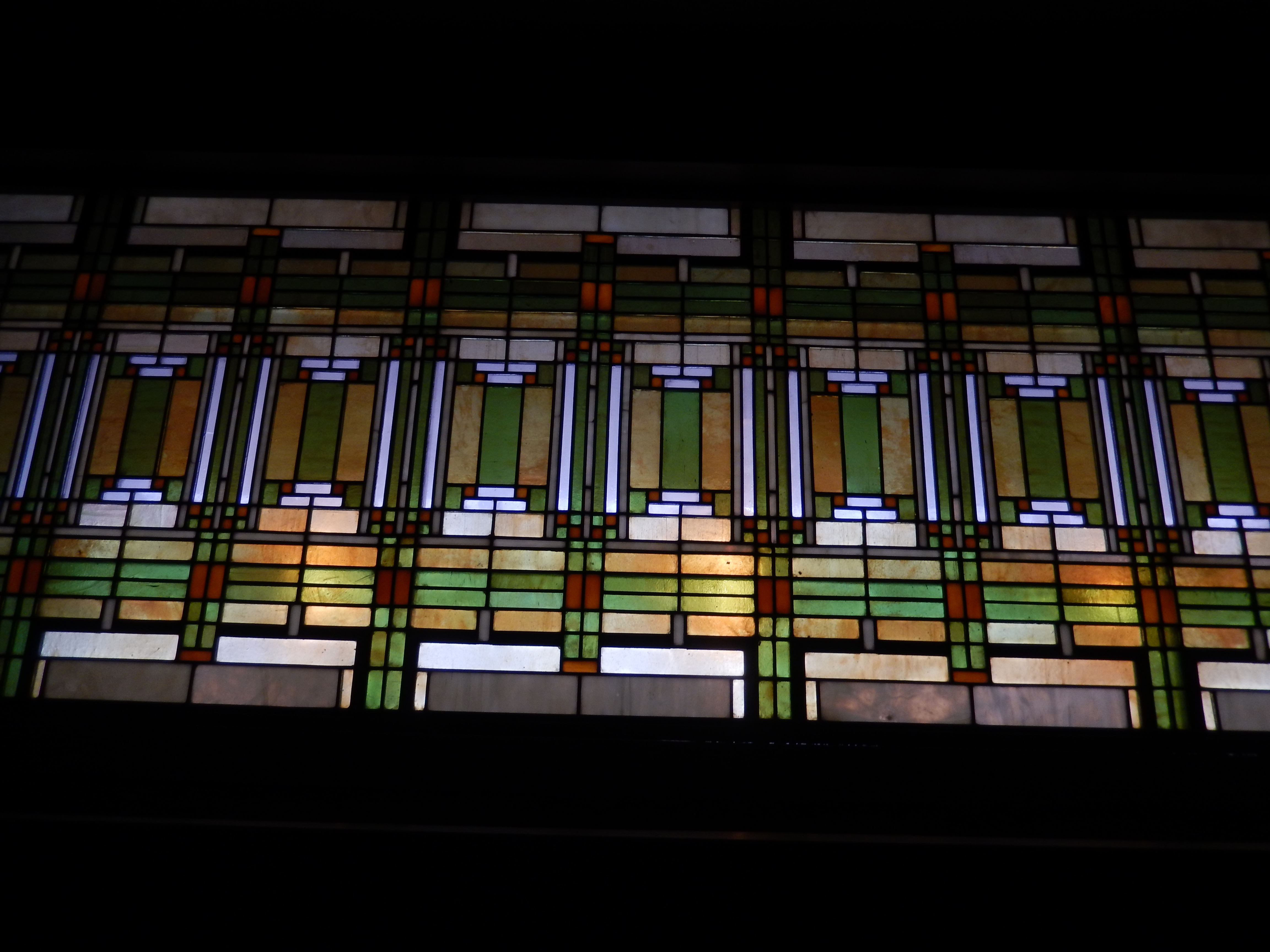
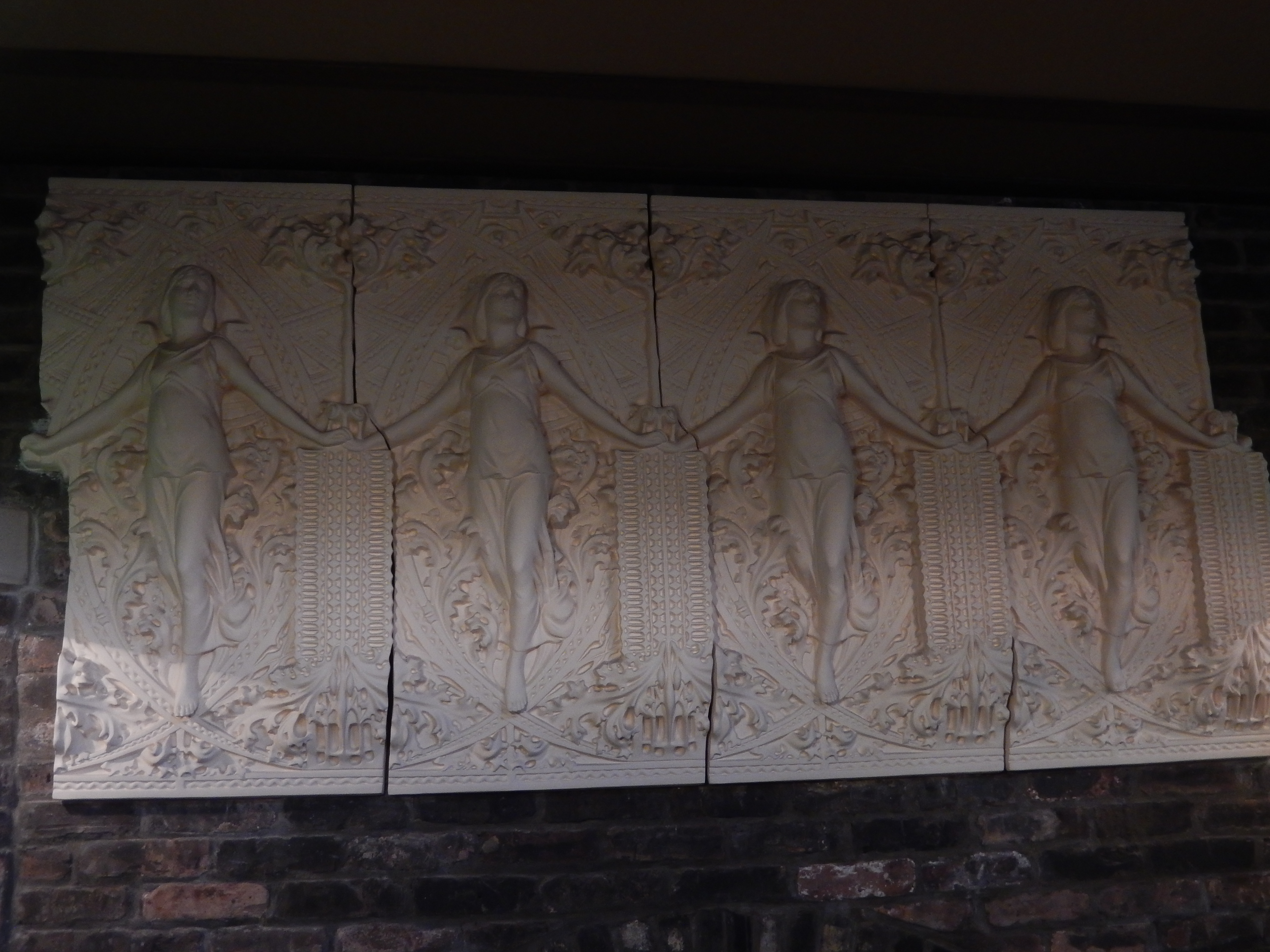
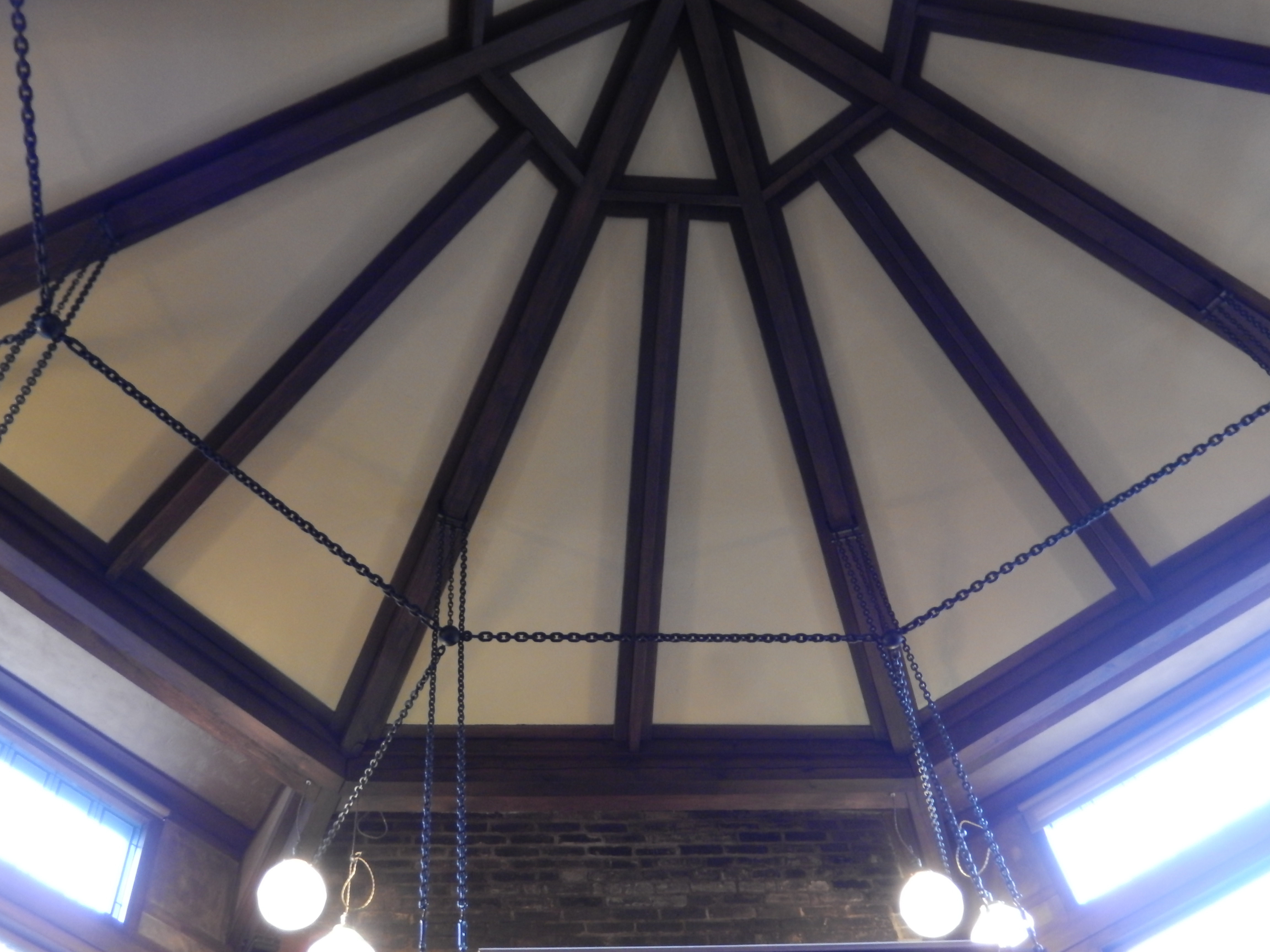
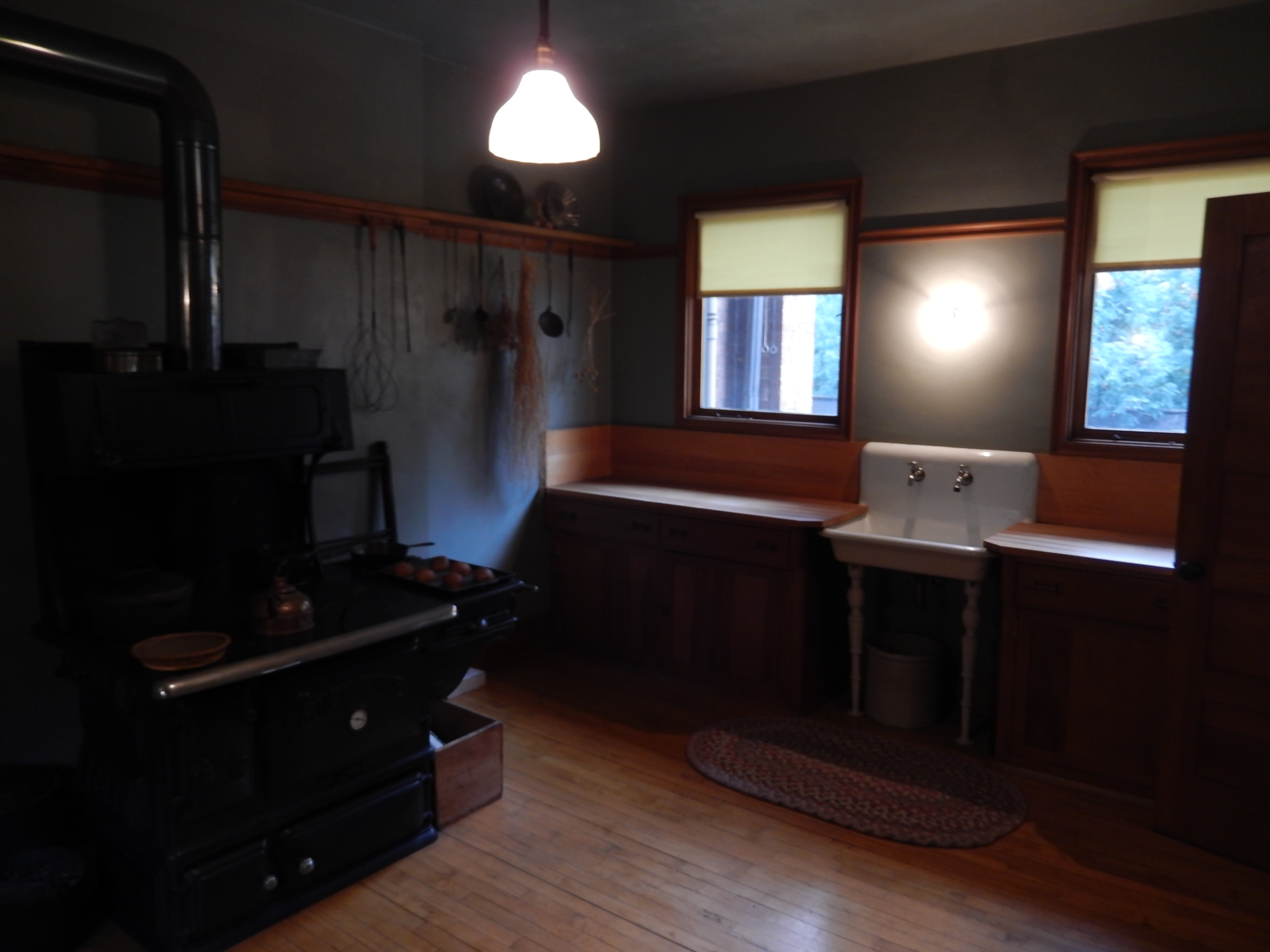
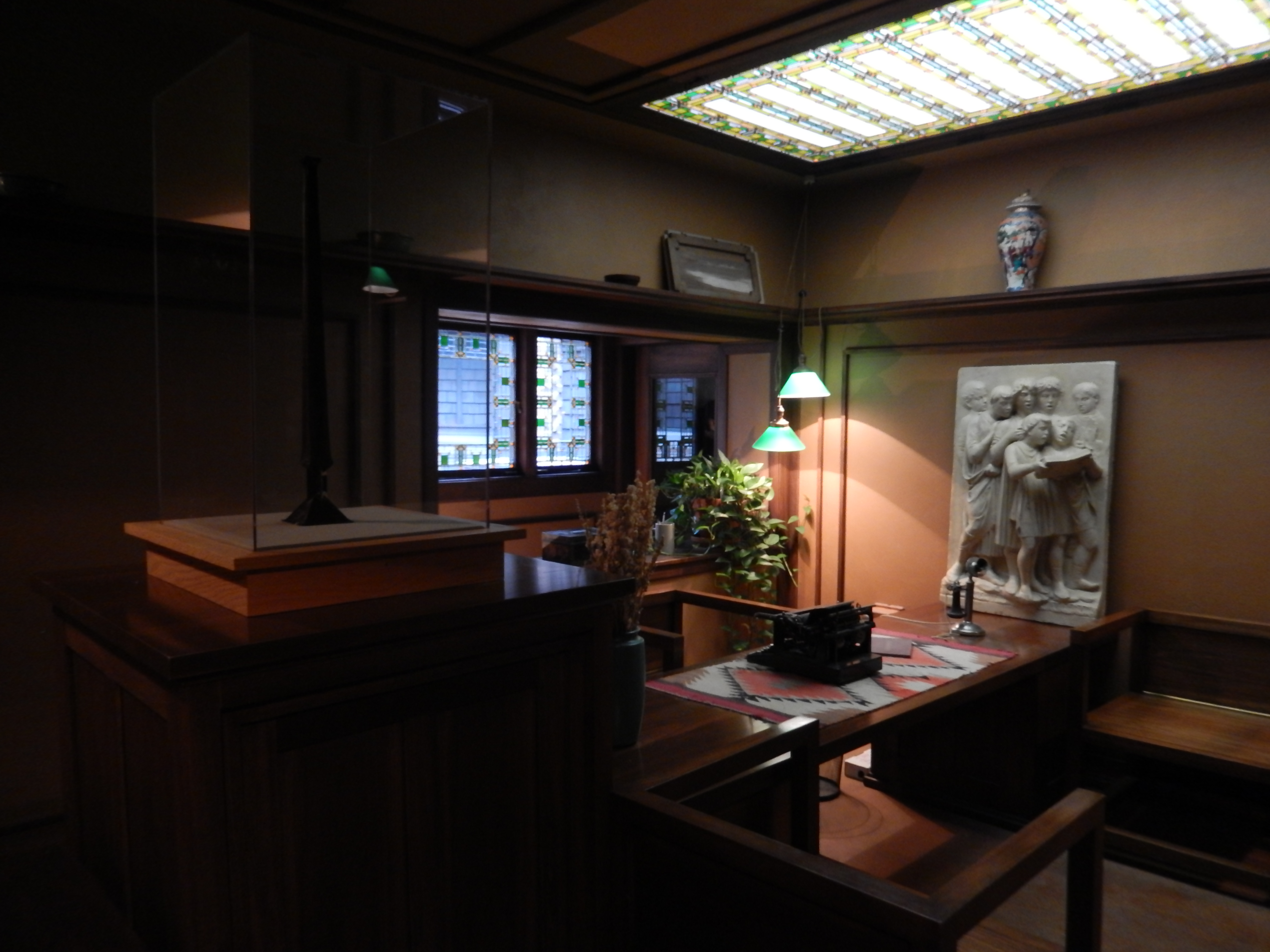
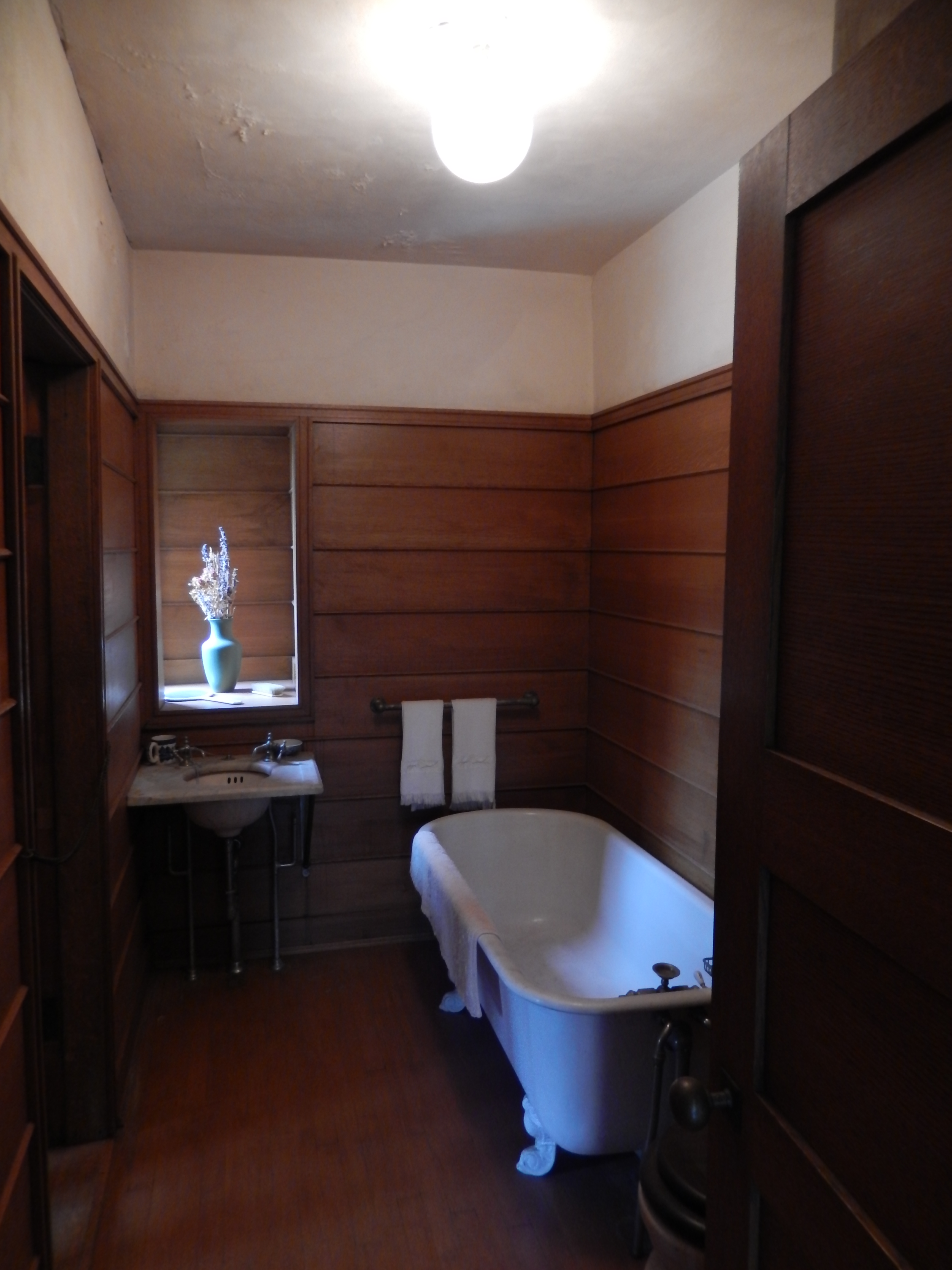
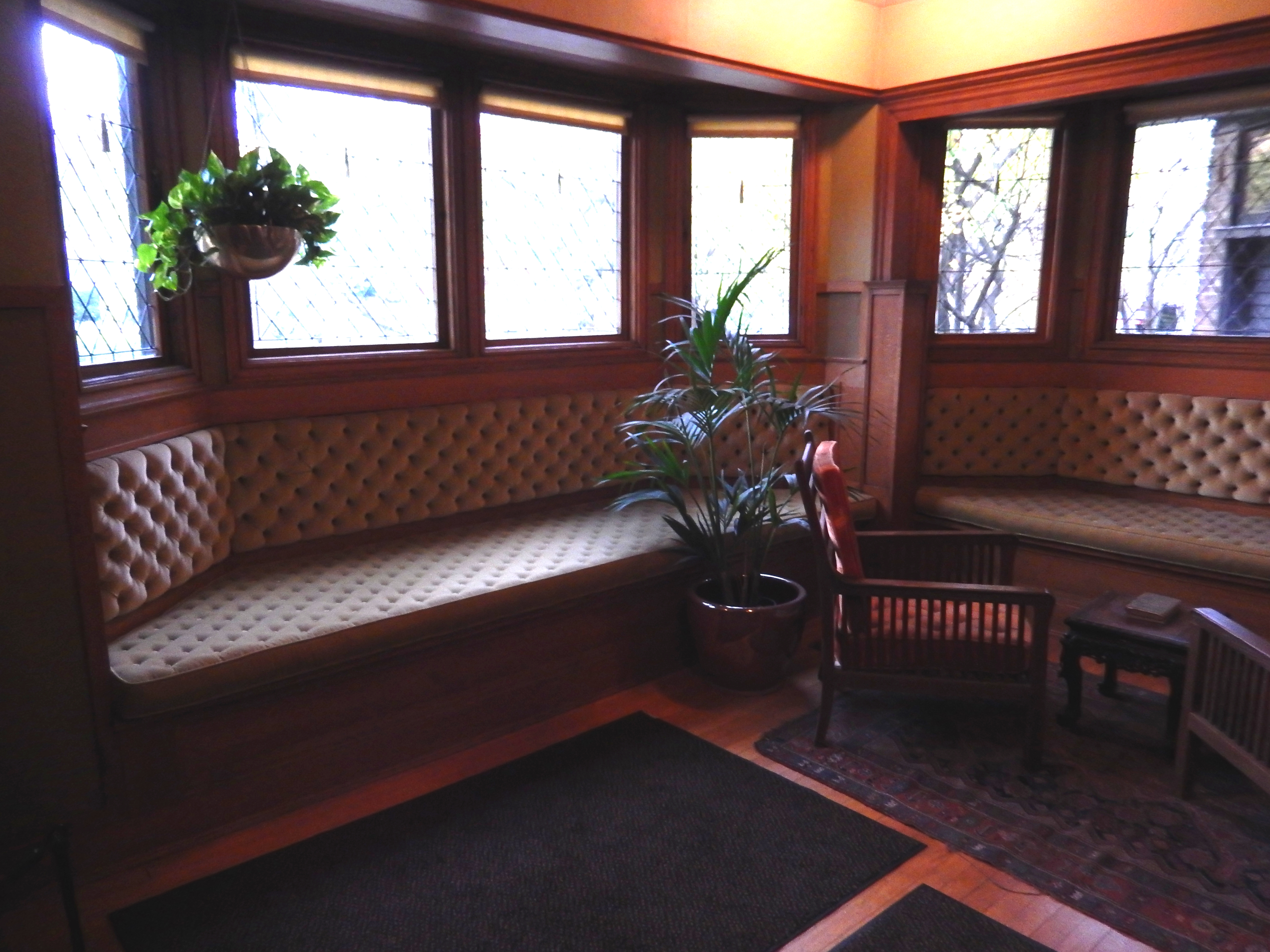
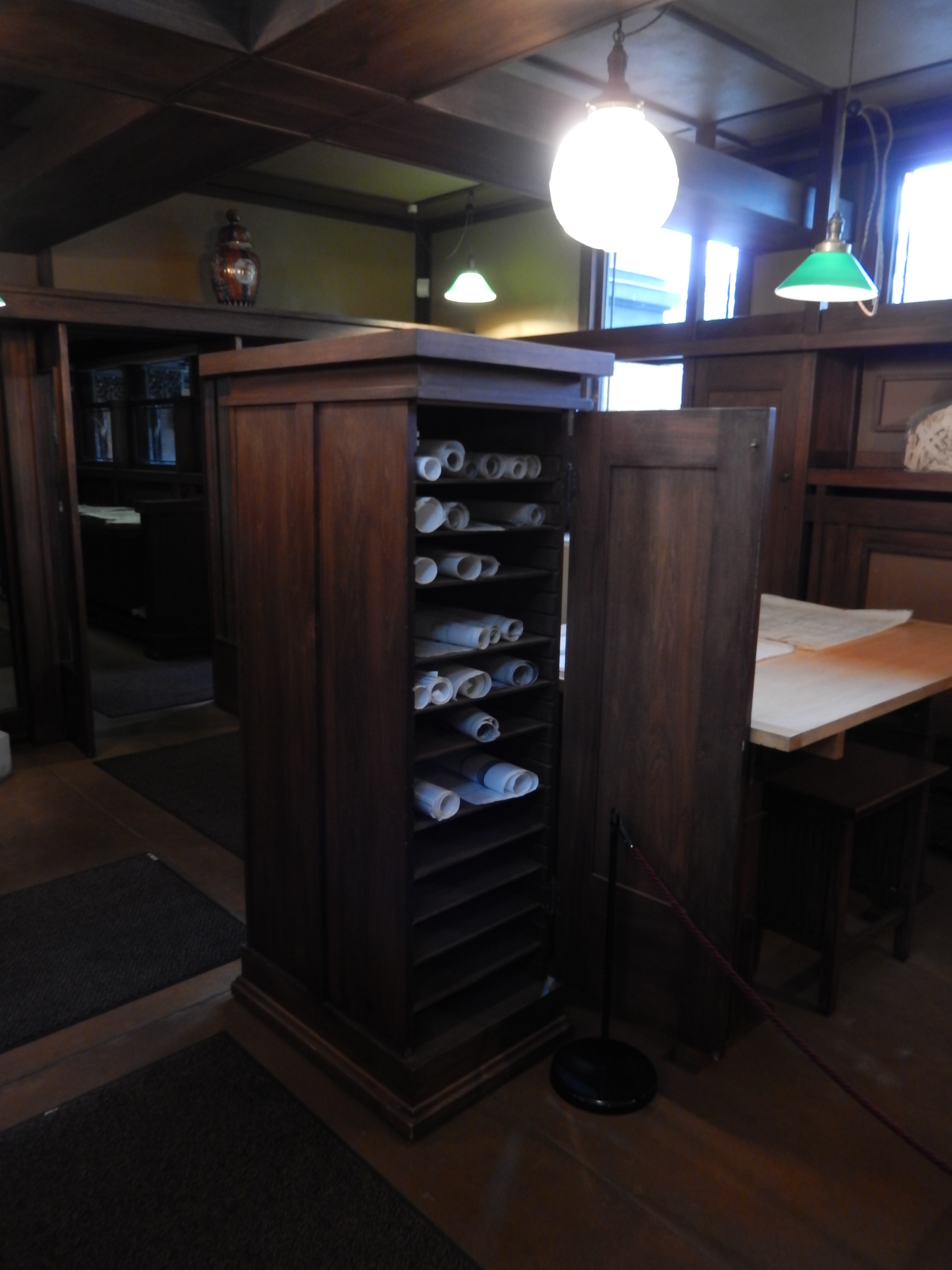
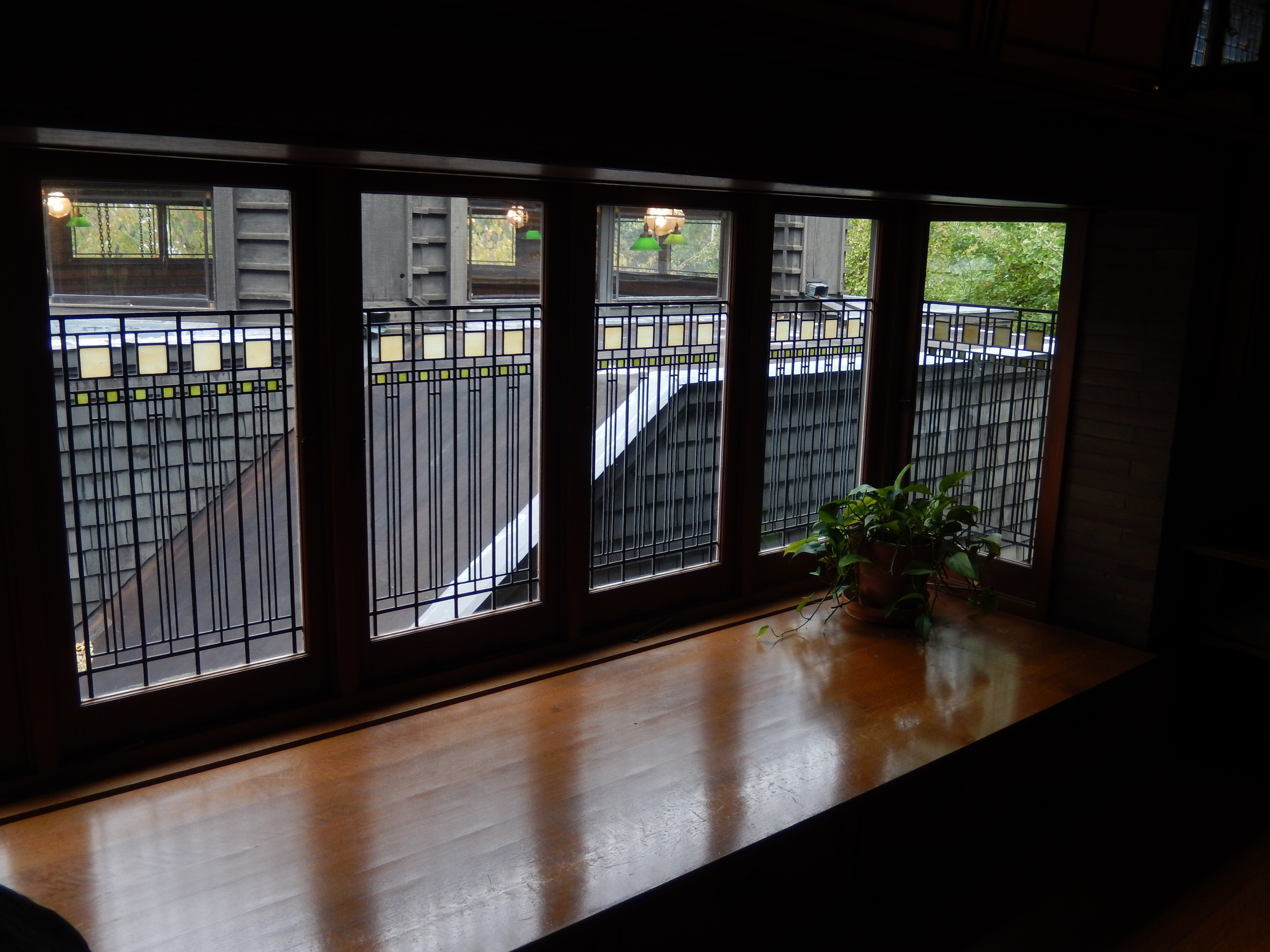
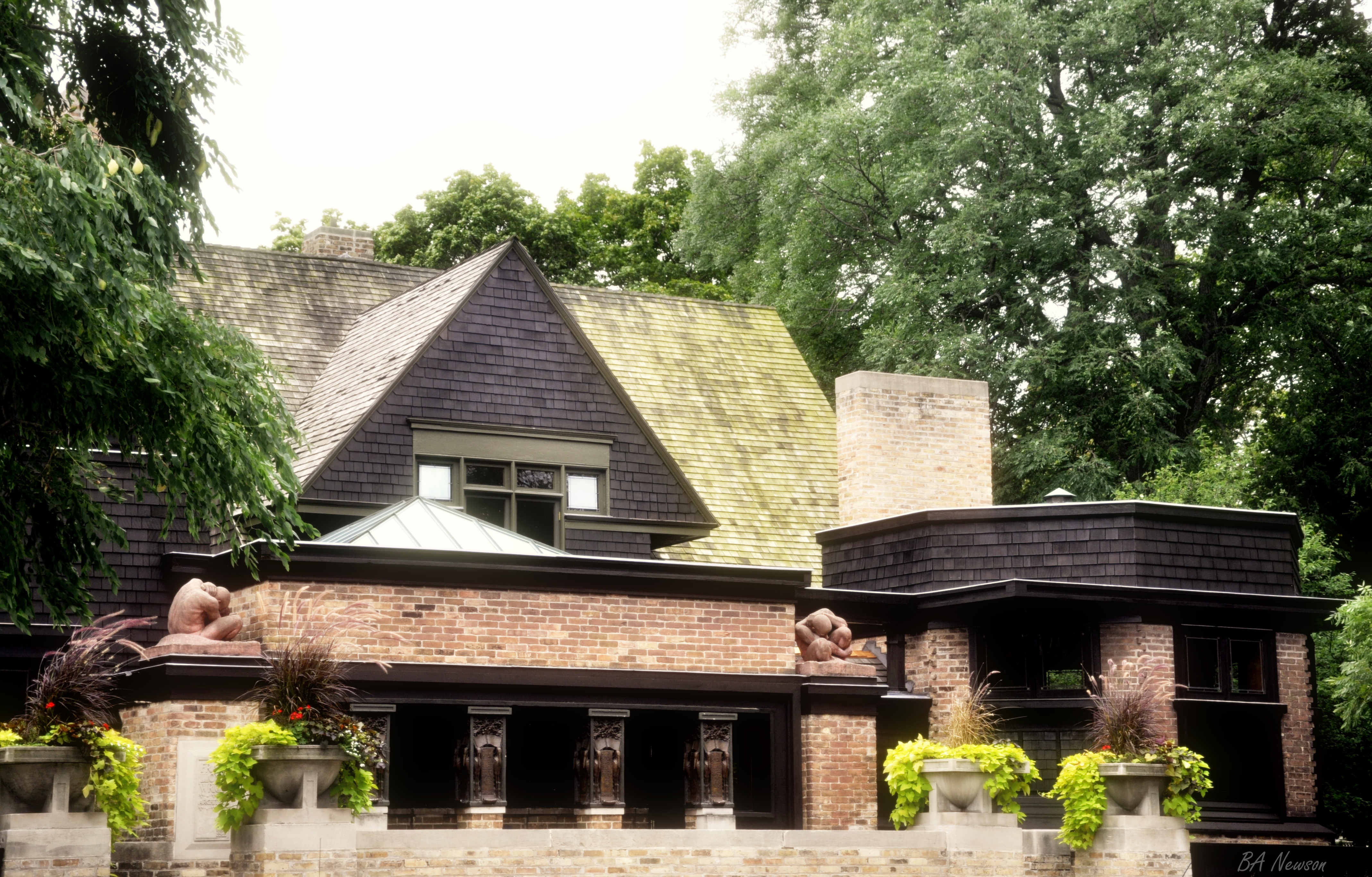
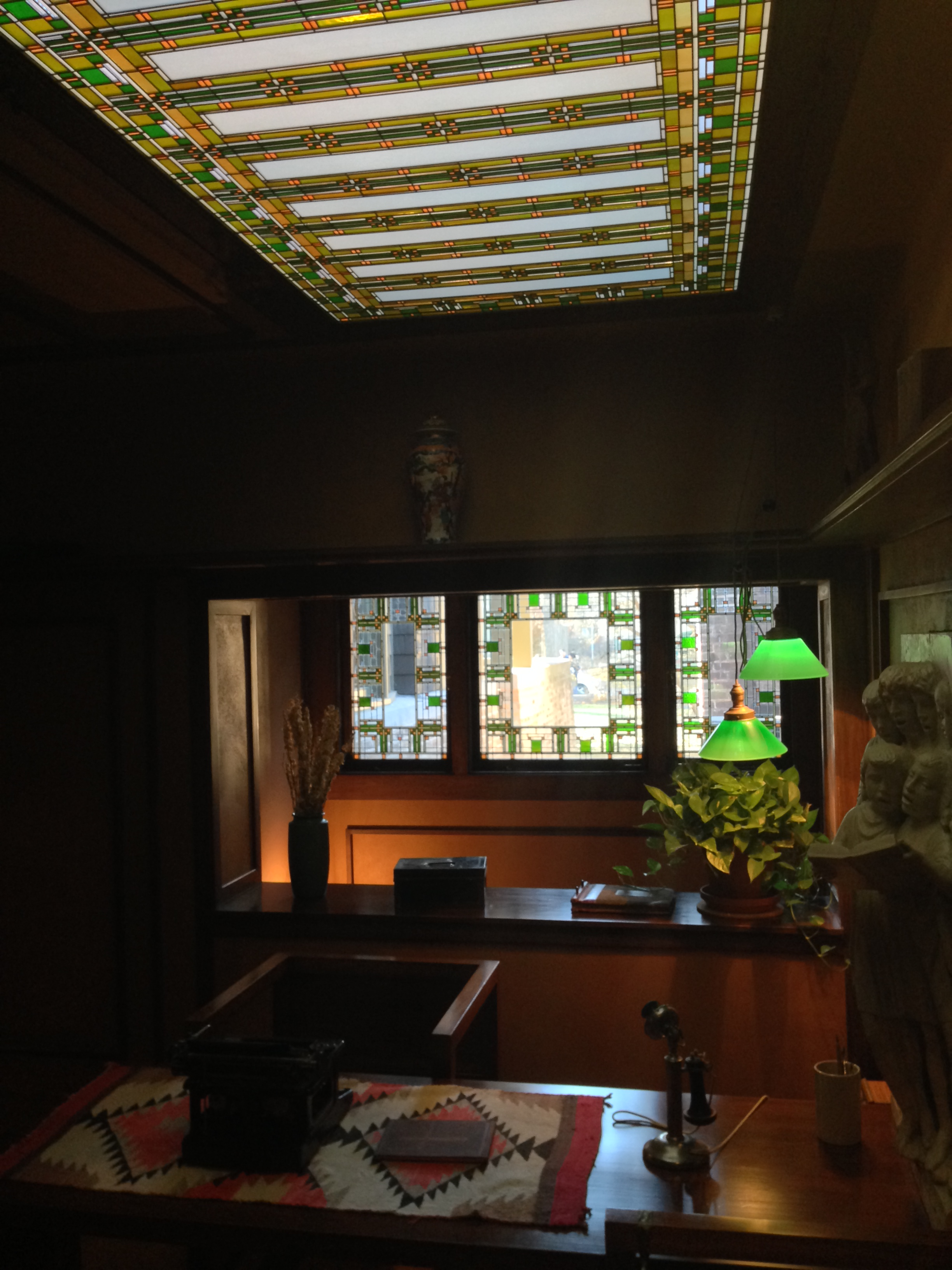

|                                          |
| Children's playroom HABS ILL,16-OAKPA,5- |

|                 |
| Studio Interior |

| |
| Fireplace, living room. Note that above the fireplace there is an optical illusion that there is no chimneystack, Wright used a mirror for this purpose |

|                      |
| Marker on the studio |